# 亜庭丸
亜庭丸（あにわまる）は、1927年から1945年まで、日本の鉄道省が北海道の稚内と樺太の大泊を結ぶ稚泊航路に就役させた貨客船である。船名は樺太の亜庭湾に由来する。
冬に流氷で閉ざされる海域で運行するため、本格的な砕氷船として建造された。1932年に宗谷丸が僚船として登場するまで、日本最大かつ最強の砕氷船であった。鉄道連絡船ではあるが、稚泊航路では貨車航送を行っていなかったことから、鉄道車両を搭載する車両甲板を備えていない。

## 建造
1925年12月に稚泊航路に就航していた「対馬丸」が座礁し、その後大破した。鉄道省は1926年4月下旬に「対馬丸」の引き上げを断念し、代船の建造を決定。そうして建造されたのが「亜庭丸」である。建造は入札により神戸製鋼所播磨造船所が116万4千円で受注し、1927年2月28日起工。9月23日に進水して、11月25日に竣工し、12月4日に稚内港に到着して、12月8日に稚泊航路に就航した。

## 出来事
1930年7月、箱館での修理を終え稚内へ向かう際に有志69名を乗せて利尻島と礼文島を回遊した。1935年7月下旬には「夏の利尻めぐり納涼船」と称する利尻周遊が実施され、「亜庭丸」は往路の旅客輸送を行った。
1931年1月下旬、航海中氷盤に閉じ込められ舵を損傷した。2月4日には氷盤に乗り上げていた「壱岐丸」を救援し、その乗客と郵便物が「亜庭丸」へ移された。さらに「壱岐丸」は2月14日の出港後には氷盤に挟まれ、2月26日の出港後にも氷盤に乗り上げたため、それらの際にも「亜庭丸」は「壱岐丸」の乗客を収容した。
1937年2月15日、大泊を出港した「亜庭丸」は暴風のため引き返し、大泊港外で仮泊。20日になって出航したが、流氷のため稚内に入港できず、小樽へ向かった。その後「亜庭丸」は24日まで臨時に小樽・大湊間で航運航された。1939年2月には「亜庭丸」は流氷のため稚内で動けなくなった。5日朝の稚内入港後に氷に閉じ込められた「亜庭丸」が運航を再開できたのは28日のことであった。
1942年1月2日、結氷していた大泊での係船作業中に左舷側推進器翼を破損した。また、1931年11月5日には操舵機が故障し、1932年2月17日には右舷推進器翼が破損。1942年9月24日には揚錨機の駆動歯車に亀裂が、同年11月11日にはボイラーのグースネックで亀裂が見つかっている。1943年4月23日、航行中に波浪と強風のため端艇前部が落下し破損した。
1934年6月3日、西能登呂岬付近で漁船「広地丸」と衝突。「広地丸」は沈没し、3名が行方不明となった。
1929年5月24日、「亜庭丸」は大和汽船の「大和丸」とともに二丈岩で座礁した汽船「西貢丸」の救助活動にあたった。1930年3月8日には漂流中であった近海郵船の「千歳丸」を救助。1935年9月にはイギリス船「メーブルマラー」の救助に向かっている。1943年11月16日、遭難していた発動機船「菊島丸」の船員3名を救助。1944年10月には座礁した陸軍軍用船「天嶺丸」の救助を依頼され現場へ向かったが、「天嶺丸」に接近できず救助は断念した。
1944年8月24日から9月17日にかけ、「亜庭丸」は恵須取・稚内間で内地へ配置転換となる恵須取炭鉱労務者の輸送に従事した。

## 沈没
- 1945年（昭和20年）7月23日 - 米軍機の空襲により壊滅状態となった青函連絡船の救援のため、青函航路に転属。
- 1945年8月10日 - 機関故障により青森県茂浦沖で投錨・停泊中に米軍機の攻撃を受け、炎上後沈没する。後日、船体の浮揚が試みられたが失敗したため、そのまま廃棄された。

## その他

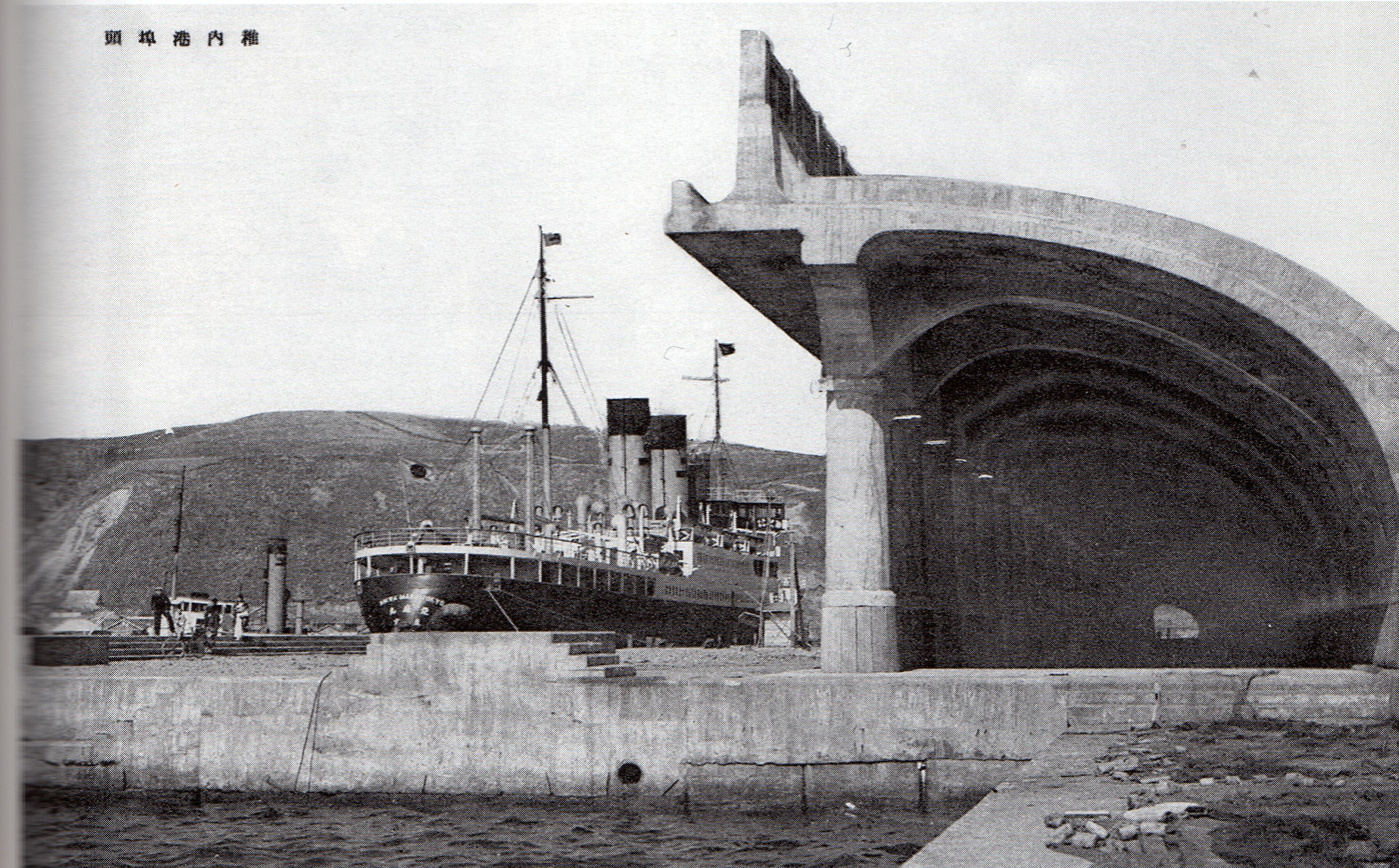
稚内港北埠頭に着岸している亜庭丸

稚内市の北方記念館には亜庭丸の模型が展示されている。また、かつて交通博物館、及び小樽交通記念館に亜庭丸の模型が展示されていた。
年1回開催されていた職場対抗競技に於いて「亜庭丸」の野球チームが活躍していた。